# نیک فوئنتس
نیکلاس جوزف فوئِنْتِس (Nicholas Joseph Fuentes؛ متولد ۱۸ اوت ۱۹۹۸) یک صاحبنظر سیاسی و استریمر راست افراطی آمریکایی است که به خاطر دیدگاه‌های برتری پندارانه سفیدپوستان، زن ستیزانه، همجنسگراهراسانه و یهودستیزانه اش شناخته شده است. او سابقاً یوتیوبر بود، کانال او در فوریه ۲۰۲۰ به دلیل نقض خط‌مشی سخنان مشوق عداوت و تنفر یوتیوب برای همیشه بسته شد. فوئنتس تئوری‌های توطئه علیه یهودیان را ترویج می‌کند، هولوکاست را انکار می‌کند، و خواهان «جنگ مقدس» علیه یهودیان است. منابع مختلف او را یک نئونازی توصیف کرده‌اند. فوئنتس به عنوان یکی از اعضای جنبش اینسل، حامی اقتدارگرایی است، و به عنوان یک یکدست‌خواه کاتولیک و ملی‌گرای مسیحی شناخته می‌شود.
در سال ۲۰۱۹ پیروان فوئنتس، معروف به گرویپرها، در با همکاری پاتریک کیسی، رهبر سابق سازمان نئونازی آیدنتیتی اوروپا، شروع به ایجاد اخلال در تور جنگ فرهنگی ترنینگ پوینت  یو اس ای کردند، از جمله در یک رویداد سخنرانی برای دونالد ترامپ جونیور . در سال ۲۰۲۰، فوئنتس در تلاش برای ایجاد یک کنفرانس برترپندار سفیدپوستان در رقابت با CPAC، اولین کنفرانس اقدام سیاسی آمریکا (AFPAC) را برگزار کرد. فوئنتس در گردهمایی برترپنداران سفیدپوست در سال ۲۰۱۷ در شارلوتسویل، شرکت کرد و همچنین در رویدادهای قبل از حمله ۶ ژانویه به کنگره ایالات متحده، شرکت کننده و سخنران بود. او استفاده از شوخی و کنایه را در میان گروه‌های ملی‌گرای سفید تشویق کرده و گفته است که بسیار مهم است که «برای دیدگاه‌هایمان پوشش ایجاد کنیم که بشود به طور باورپذیری زیرشان زد».
در نوامبر ۲۰۲۲، فوئنتس به همراه کانیه وست برای یک شام خصوصی با دونالد ترامپ رئیس‌جمهور سابق ایالات متحده دیدار کردند. این نشست با محکومیت‌های گسترده‌ای مواجه شد و به دلیل دیدگاه‌های یهودی ستیزانه آنها بی‌سابقه تلقی شد و نیویورک تایمز آن را به عنوان "شاید ناراحت کننده‌ترین لحظه در تاریخ ایالات متحده در نیم قرن گذشته یا بیشتر از آن " برای یهودیان آمریکایی توصیف کرد.

## اوایل زندگی
فوئنتس در ۱۸ اوت ۱۹۹۸ از پدر و مادر ویلیام و لورن (با نام خانوادگی سابق چیکو) متولد شد. فوئنتس در پارک لا گرانج، ایلینوی زندگی می‌کرد و در دبیرستان شهر لیونز تحصیل می‌کرد، جایی که رئیس شورای دانش آموزی آن بود. او در سال اول خود در دانشگاه بوستون در رشته روابط بین‌الملل و سیاست مقدماتی تحصیل کرد. او در سال ۲۰۱۷ پس از اتمام سال اول تحصیلی خود را رها کرد و ادعا کرد که به دلیل حضور در تجمع اتحاد راست گرایان برتری گرایان سفیدپوست در شارلوتسویل، ویرجینیا، تهدید شده است. او گفت که در پاییز ۲۰۱۷ به دانشگاه آبرن منتقل خواهد شد و گفت که آبرن «آب و هوای بهتر و مردم بهتری دارد» اما در نهایت «ثبت نام خود را تایید نکرد».

## زندگی شخصی
به گفته فوئنتس، او از طریق اجداد پدری خود از تبار مکزیکی است و کاتولیک است.
فوئنتس خود را به عنوان اینسل (یا "تجرد غیرارادی") معرفی می‌کند، اگرچه برخی از حامیان او پس از اینکه اعتراف کرد که در دوران دبیرستان دختری را بوسیده است، او را به دلیل "تجرد داوطلبانه" مورد انتقاد قرار داده‌اند. او خود را «دگرجنس گراترین مرد» توصیف کرده و با این ادعا که «تنها موقعیت واقعی دگرجنس‌گرایانه این است که آدم یک اینسل بیجنس‌گرا باشد»، از خود به‌عنوان یک فرد اینسل دفاع کند، زیرا «سکس با زنان همجنس‌گرایانه است». … چه چیزی همجنسگرایانه تر از این است که این جور باشم که «من به نوازش نیاز دارم. من به بوسه نیاز دارم … من باید با یک زن وقت بگذرانم. '"

## دیدگاه های سیاسی

### طالبان
فوئنتس جنبه مذهبی محافظه کارانه حکومت طالبان را ستوده است. پس از سقوط دولت افغانستان به دست طالبان در حالی که نیروهای آمریکایی در ماه اوت ۲۰۲۱ عقب‌نشینی می‌کردند، فوئنتس در سرویس پیام رسان تلگرام پست کرد: «طالبان یک نیروی محافظه کار و مذهبی است، ایالات متحده بی خدا و لیبرال است. شکست دولت ایالات متحده در افغانستان. بدون شک یک تحول مثبت است.»

### ترامپ
علیرغم شام خوردن با ترامپ در سال ۲۰۲۳، فوئنتس موضع طرفدار ترامپ خود را در سال ۲۰۲۴ عوض کرد. در ۹ آگوست ۲۰۲۴، او در X پست کرد که "یک جنگ گرویپر جدید علیه کمپین ترامپ ۲۰۲۴ اعلان کرده است"، زیرا "کمپین انتخاباتی او توسط همان مشاوران، لابی‌ها و اهداکنندگان کمک مالی ای ربوده شده است که او در سال ۲۰۱۶ شکست داد و آنها را دارند نابودش می‌کنند " و "به سمت یک باخت فاجعه بار پیش می‌رود."
فوئنتس شروع کرد پیروان خود را فرابخواند تا «با میم‌ها، ویرایش‌ها، پاسخ‌ها و ترول‌ها انرژی بیاورند» تا به کمپین ترامپ برای اتخاذ مواضع راست تر در مورد نژاد و مهاجرت فشار آورده شود، و همچنین به دونالد ترامپ برای اخراج مشاوران کمپین انتخاباتی خود کریس لاسیویتا و سوزی وایلز اصرار شود. فوئنتس علاوه بر اینکه به دنبال‌کنندگانش دستور داد تا خواسته‌های خود را در توییتر و تروت سوشال ترند کنند، تهدید کرد که «فشار در دنیای واقعی را تشدید خواهد کرد» و از پیروانش خواست تا از رای دادن خودداری کنند و در تجمعات ترامپ در ایالت‌های رقابتی اعتراض کنند.